# پرواز شماره ۲۲۳۰ آئروفلوت
پرواز شماره ۲۲۳۰ آئروفلوت (به انگلیسی: Aeroflot Flight 2230) یک پرواز از یکاترینبورگ به مقصد تاشکند که به همراه ۹۹ مسافر و ۸ خدمه بود، در تاریخ ۱۶ نوامبر ۱۹۶۷ در نزدیکی یکاترینبورگ دچار سانحه شد و ۱۰۷ نفر جان باختند.